# Санкције СР Југославији
Санкције СР Југославији уведене су 30. маја 1992, од стране Савета безбедности Уједињених нација, због оптужби за учешће у рату у Босни и Херцеговини и ратy у Хрватској. Резолуција Савета безбедности 757. којом су уведене санкције СРЈ, предвиђала је потпуни међународни економски ембарго према овој држави, забрану трговине и платног промета са СР Југославијом, комплетну забрану летења ваздухоплова ка и из СРЈ, забрану сервисирања авиона регистрованих у СРЈ, смањење дипломатског присуства у Београду, забрану учешћа спортских тимова и појединаца који представљају СРЈ и суспендовање научне и техничке сарадње.
Под утицајем међународних санкција дошло је до велике економске кризе у земљи и до појаве хиперинфлације, која је забележила и издавање новчанице са до тада рекордним апоеном од 500.000.000.000 динара. Санкције су имале разоран ефекат на привреду и економију ове државе. Период санкција у овој земљи запамћен је по драстичном паду животног стандарда и несташици основних животних намирница, лекова и енергената. Све ово довело је до пораста криминала у земљи, нарочито шверца. Увођење санкција је био један од окидача Студентског протеста у Београду 1992. године.
Након потписивања Дејтонског мировног споразума, у децембру 1995. Европска унија и УН суспендују санкције према СРЈ, а САД задржава тзв. спољни зид санкција, тј. забрану задуживања у ММФ-у. Почетком новембра 1996. усвојена је Резолуција Савета безбедности УН 1074. о укидању санкција против СРЈ и њом је укидање свих санкција условљено обавезом Србије и Црне Горе да учине напредак на Косову и Метохији, да сарађују са Хашким трибуналом и да реше питања државног наслеђа са другим бившим југословенским републикама.
Године 1998. поново су уведене санкције СР Југославији, овога пута од стране ЕУ и САД, због оптужби за прогон Албанаца са Косова и Метохије и прекомерну употребу силе током сукоба у овој покрајини. Од ових санкција убрзо је била изузета Црна Гора, зато што је њен тадашњи режим одржавао добре односе са западом. Иако је рат на Косову и Метохији завршен јуна 1999, ове санкције су укинуте тек након одласка Слободана Милошевића са власти, октобра 2000. године.